# Друмий
| Период    | Серия         | Етаж        | млн. год.   |
| --------- | ------------- | ----------- | ----------- |
| Ордовик   | Долен ордовик | Тремадокий  | младши      |
| Камбрий   | Фуронгий      | Етаж 10     | 489,5–485,4 |
| Камбрий   | Фуронгий      | Джиангшаний | 494–489,5   |
| Камбрий   | Фуронгий      | Пейбий      | 497–494     |
| Камбрий   | Серия 3       | Гужангий    | 500,5–497   |
| Камбрий   | Серия 3       | Друмий      | 504,5–500,5 |
| Камбрий   | Серия 3       | Етаж 5      | 509–504,5   |
| Камбрий   | Серия 2       | Етаж 4      | 514–509     |
| Камбрий   | Серия 2       | Етаж 3      | 521–514     |
| Камбрий   | Терановий     | Етаж 2      | 529–521     |
| Камбрий   | Терановий     | Фортуний    | 541–529     |
| Едиакарий | Едиакарий     | Едиакарий   | старши      |

Друмий е етаж на 3-та серия на камбрий. Той следва все още неназования 5-и етаж на камбрий и предхожда Гужангий. Базата (началото) се дефинира като първата поява на трилобита Ptychagnostus atavus преди около 504,5 милиона години. Края се дефинира като първата поява на друг трилобит Lejopyge laevigata преди около 500,5 милиона години.
GSSP е определен в друмийски хоризонт (39° с. ш. 112° з. д. / 39.5117° с. ш. 112.9915° з. д.) в планините Дръм (Drum), Милърд Каунти, щата Юта, САЩ. Етажът също так е кръстен на тази планина. Хоризонт също се е разкрил при формирование Уилър, поредица от варовикови шисти. Точният база на друмий е варовиков пласт 62 m над основата на формирането Уилър.